# Fitatsia tuberculata
Fitatsia tuberculata är en stekelart som beskrevs av Kamath 1972. Fitatsia tuberculata ingår i släktet Fitatsia och familjen brokparasitsteklar. Inga underarter finns listade i Catalogue of Life.